# Filhó

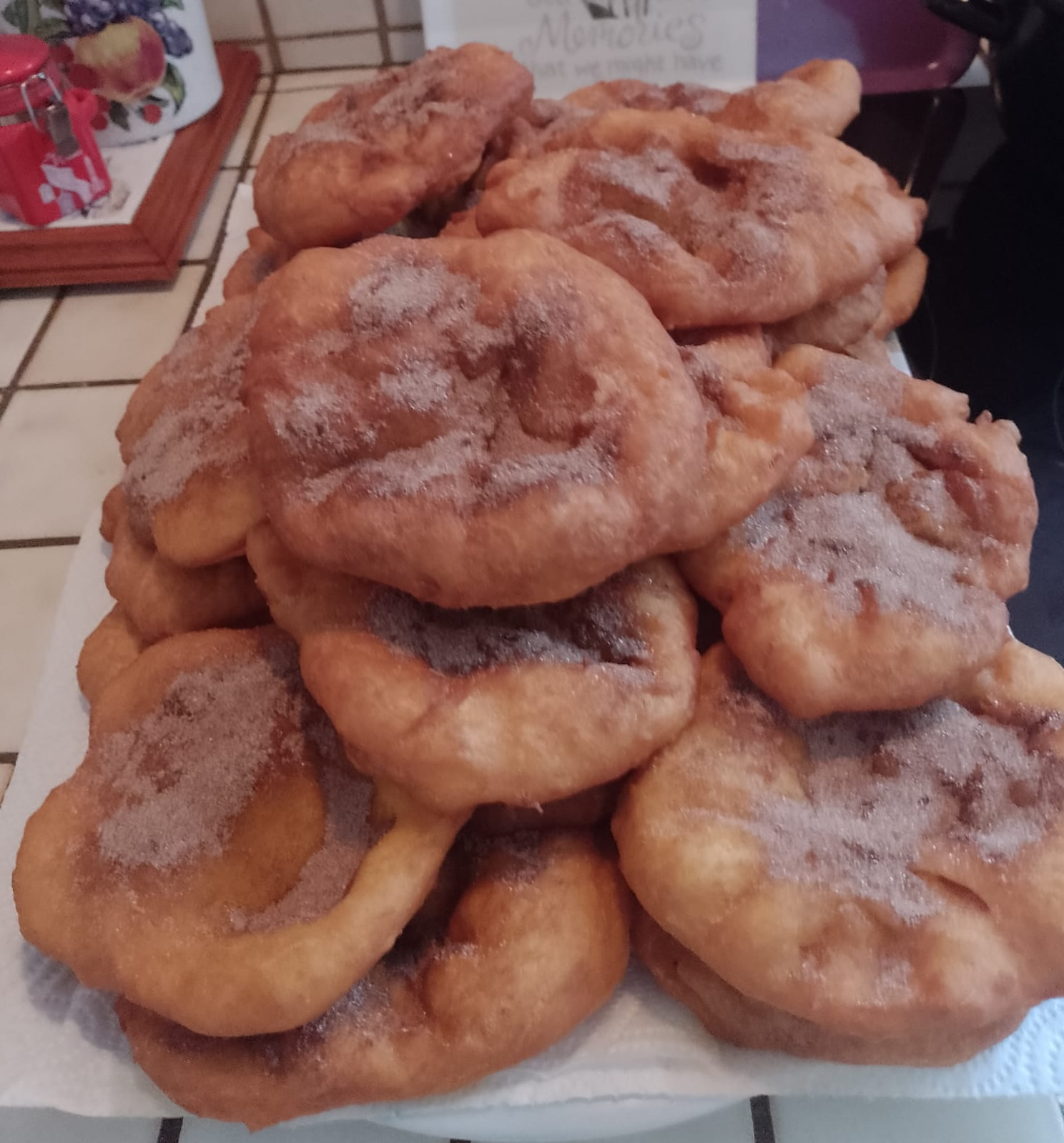
Filhós com açucar e canela

Uma filhó (plural: filhós) ou filhós (plural: filhoses), é uma especialidade gastronómica portuguesa, muito comum nas regiões do interior e Norte por altura do Natal. É feita com farinha e ovos, por vezes também com abóbora e raspa de laranja, frita em azeite, ou outros óleos vegetais. Muitas vezes é polvilhada de açúcar e canela. Em Portugal é também conhecido como "velhoz" ou simplesmente "fritos". Em algumas aldeias são conhecidos como "bolos fritos". É comum também no Nordeste Brasileiro em especial nas regiões do interior e no Seridó por altura do Natal.

## Etimologia
A palavra filhó, à semelhança do que acontece com a palavra galega filloa, é derivada do latim foliola (pequena folha).